# Гориція
Гориція, Ґоріція (італ. Gorizia, словен. Gorica, фріул. Gurize, вен. Gorisia) — муніципалітет в Італії, у регіоні Фріулі-Венеція-Джулія, столиця провінції Гориція.
Гориція розташована на відстані близько 460 км на північ від Рима, 37 км на північний захід від Трієста.
Населення — 35 114 осіб (2014).

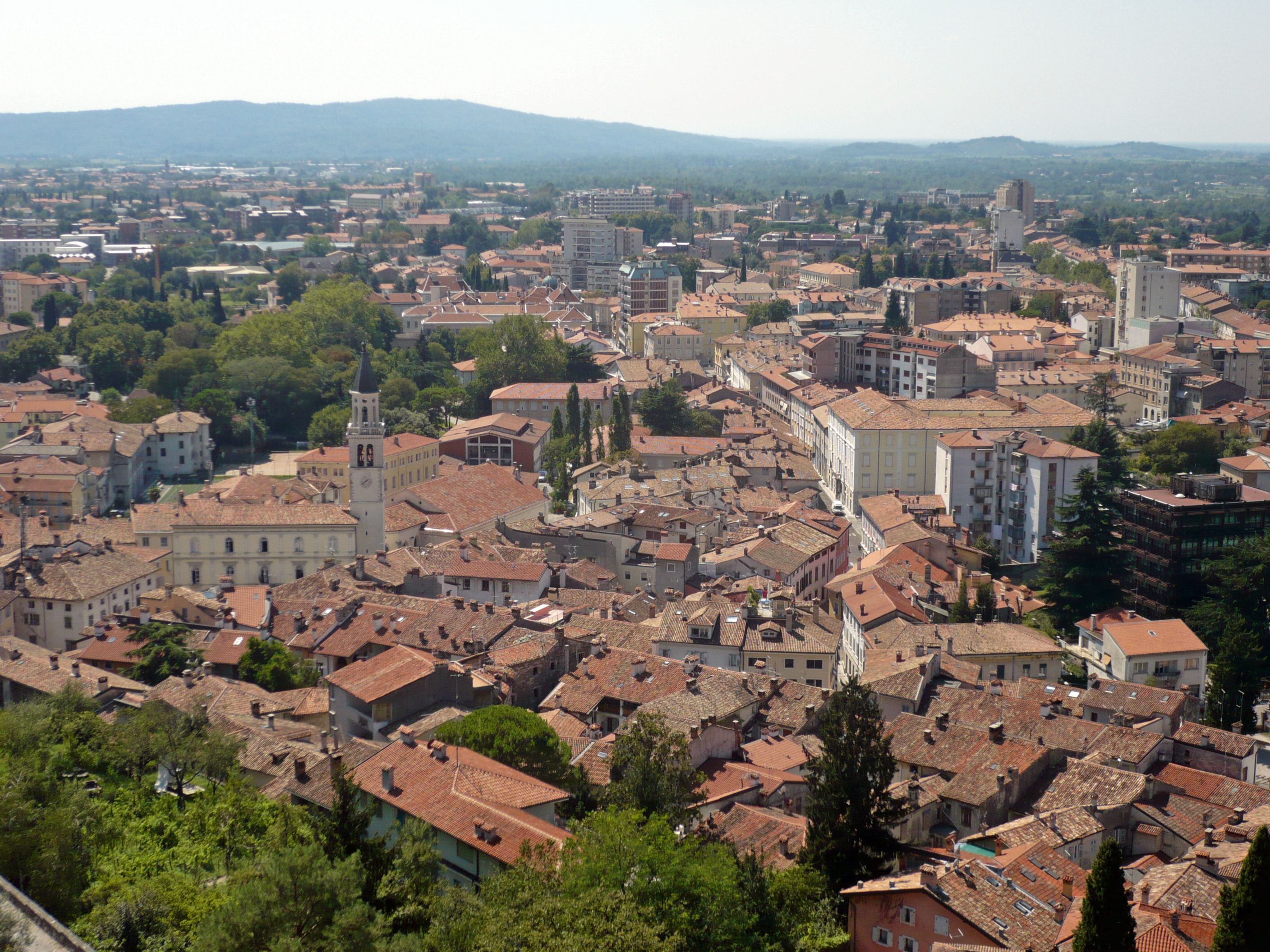
Вид з фортеці на історичну частину міста

Щорічний фестиваль відбувається 16 березня. Покровитель — Sant'Ilario.

## Демографія
Населення за роками:

Станом на 1 січня 2023 року в муніципалітеті офіційно проживало 3715 іноземців з 86 країн, серед них 577 громадян країн Євросоюзу та 147 громадян України.

## Уродженці
- Франц Короніні-Кронберг (1833—1901) — австрійський державний діяч.
- Цецилія Сегіцці (1908—2019) — італійська композиторка, художниця і педагог.
- Джорджо Пуя (*1938) — відомий у минулому італійський футболіст, півзахисник, згодом — футбольний тренер.
- Нора Ґреґор (1901—1949) — австрійська акторка.

## Сусідні муніципалітети
- Колліо
- Фарра-д'Ізонцо
- Мосса
- Нова Гориця ( Словенія)
- Сан-Флоріано-дель-Колліо
- Савонья-д'Ізонцо
- Шемпетер-Вртойба ( Словенія)

## Культура
Гориція матиме статус Культурної столиці Європи 2025 року (разом із сусідньою словенською Новою Горицею).

## Галерея зображень

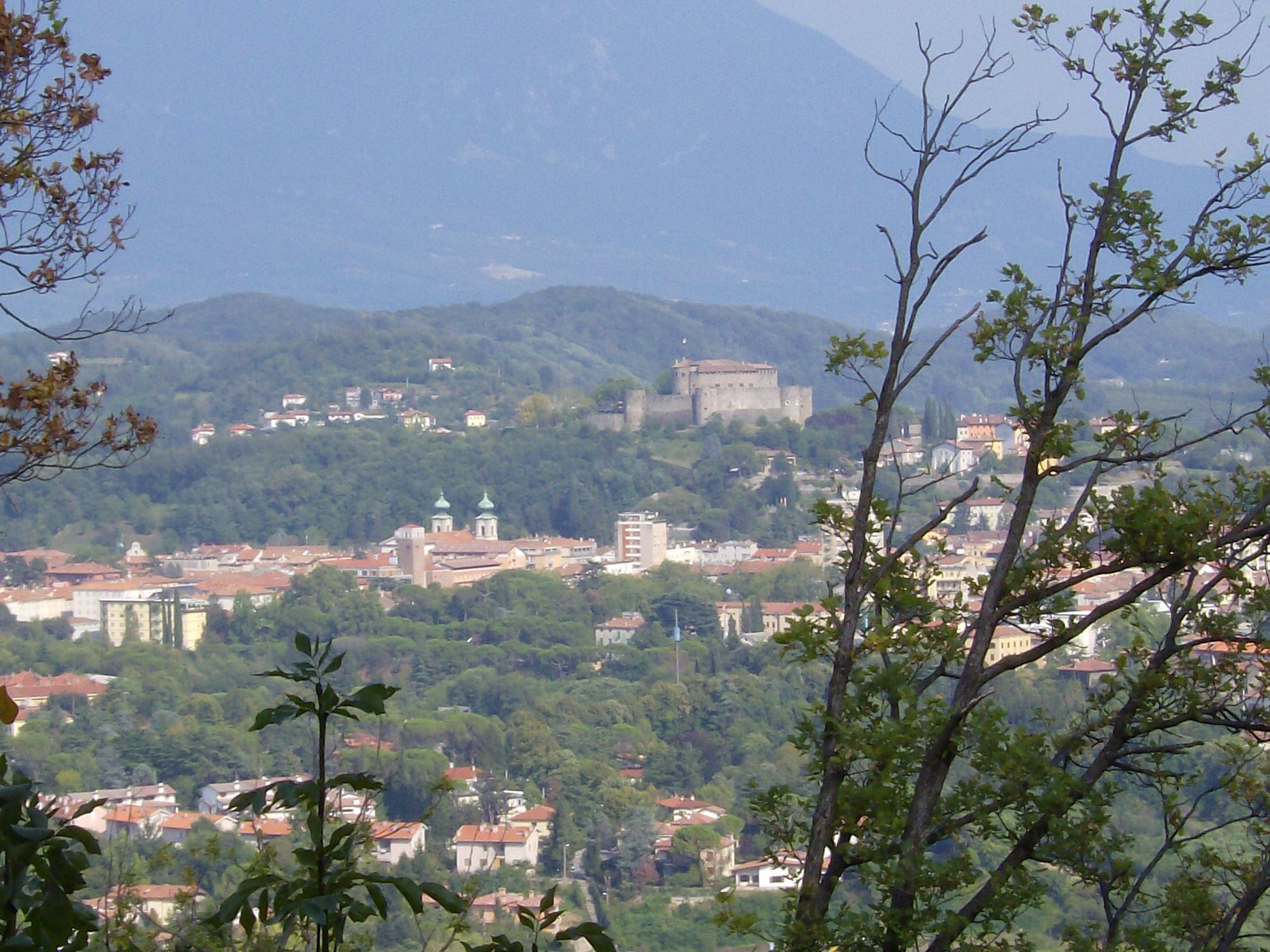
Вид на Горицію з гори Монте-Кальваріо
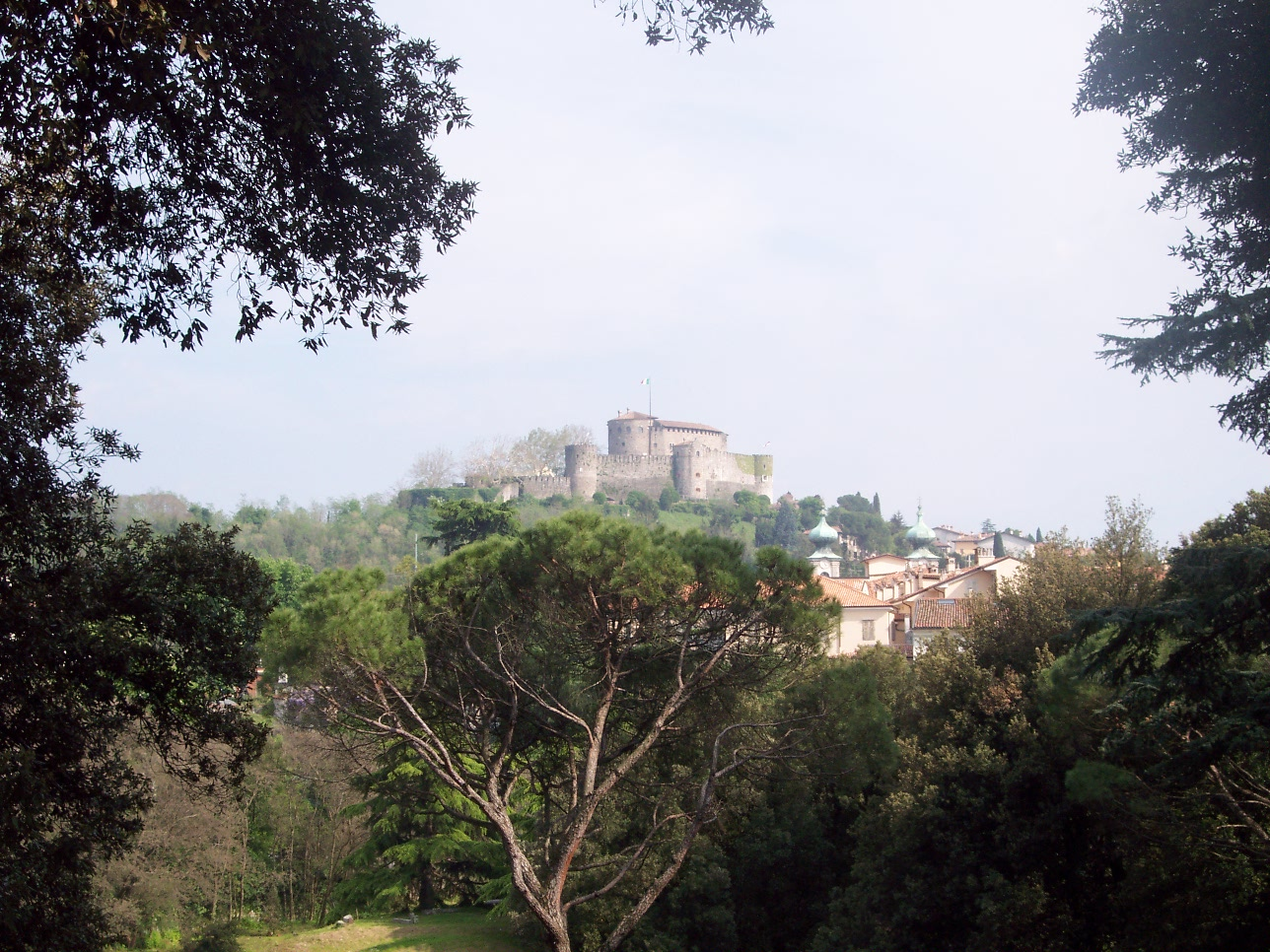
Фортеця в місті Гориція
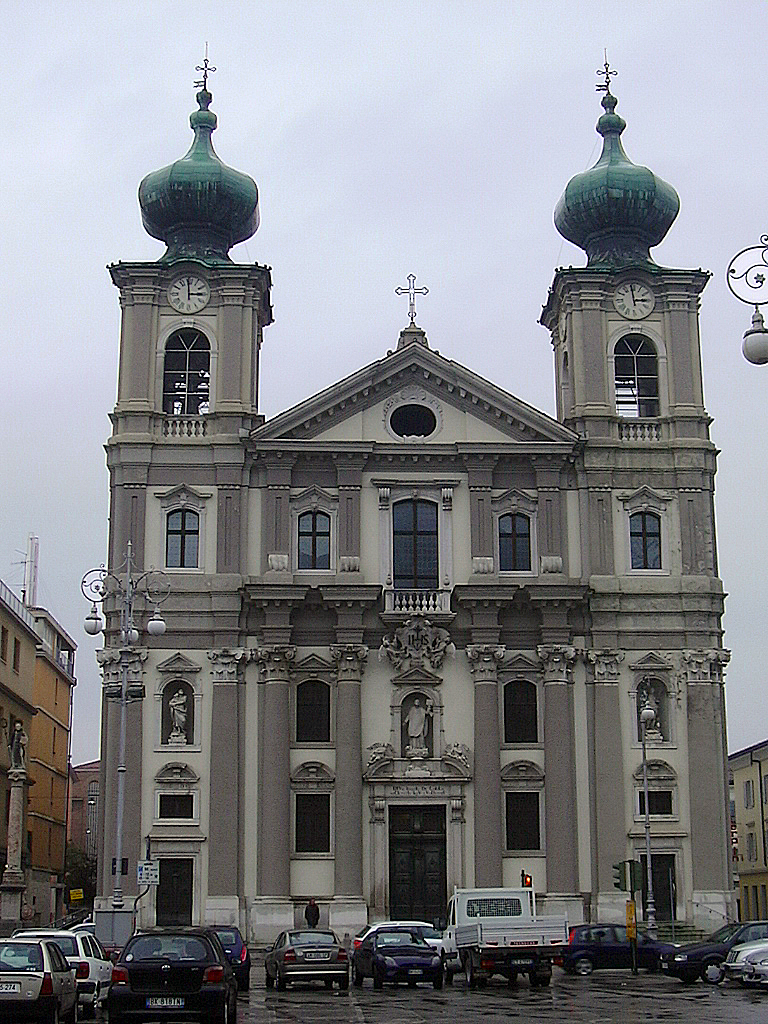
Церква Св. Ігнатія
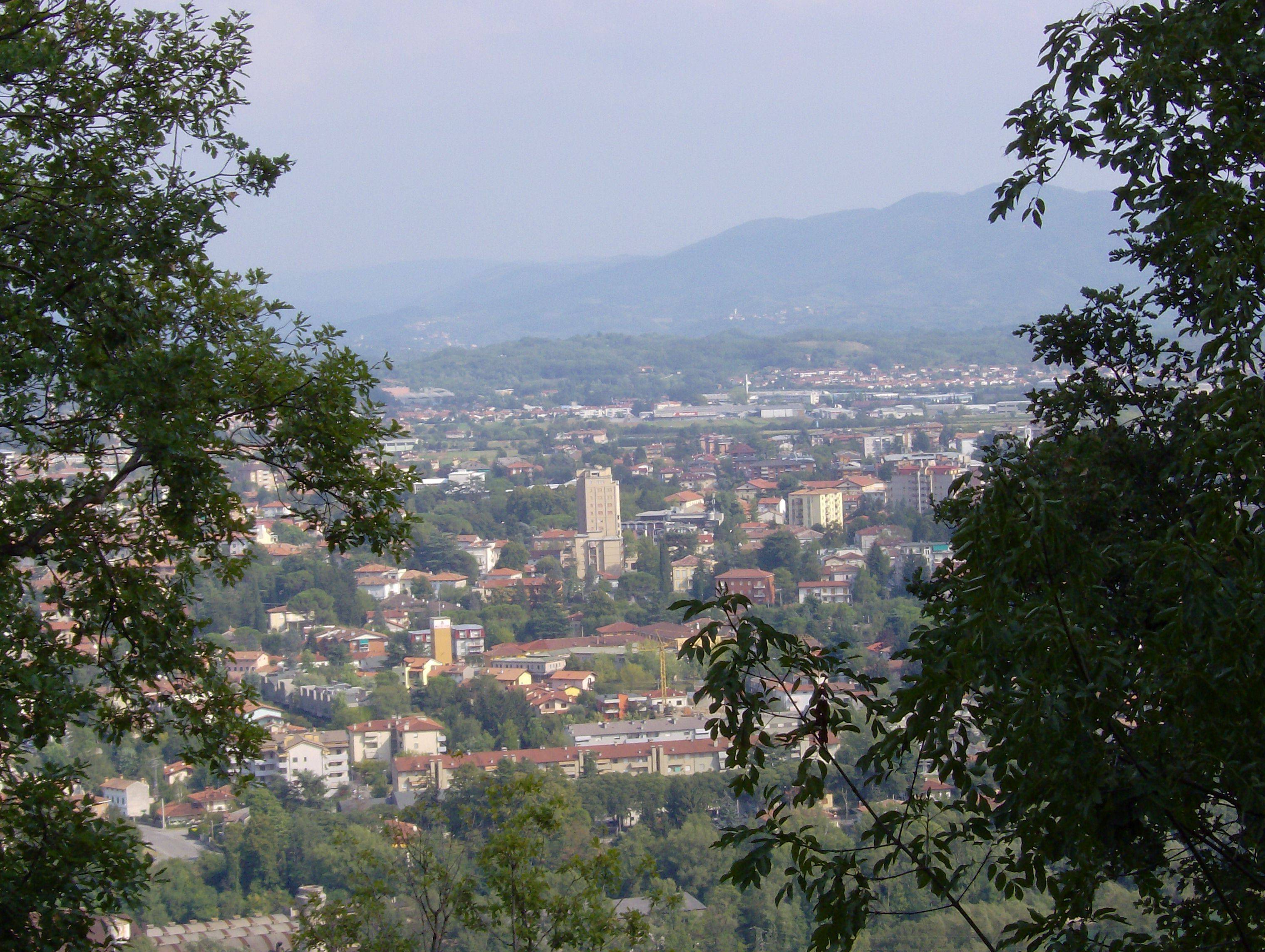
Вид на місто зі сходу